# Alan Ford
Alan Ford je talijanski komični strip. Stvorili su ga scenarist Luciano Secchi, pseudonim Max Bunker, i crtač Roberto Raviola, pseudonim Magnus. Radnja stripa odvija se u New Yorku.

## Nove epizode Alan Forda
U Italiji i u Hrvatskoj još uvijek izlaze nove epizode Alana Forda. Redoviti crtač je Dario Perucca. U Hrvatskoj od 2019. godine nove epizode izdaje ”COLOR MEDIA INTERNATIONAL” pod imenom: Alan Ford Nova Serija, koja nastavlja originalnom talijanskom numeracijom na Strip-Agentovo izdanje Alan Ford - Extra.

## Izdanja
Prvi broj Alana Forda izašao je u Italiji, u svibnju 1969. godine. Nakon samo nekoliko brojeva strip je stekao iznimnu popularnost. Nakon 75. broja (epizoda "Odlazak Superhika") Magnusa kao crtača zamjenjuje Paolo Piffarerio. Magnus se je još samo jednom pojavio kao crtač Alana Forda (epizoda br. 200, "Hik, hik, hura!"). Nakon promjene crtača dolazi do postupnog ali stalnog pada u nakladi Alana Forda. Alan Ford izlazi u Italiji u novim epizodama redovito (mjesečno) i danas. Raznim promjenama crtača i scenarista, tijekom vremena, izgubili su se i mnogi sporedni likovi koji su stripu davali dodatnu draž, a sam strip izgubio je osnovnu crno-humornu nit. Strip je bio izdavan u Francuskoj (ali je zbog slabe popularnosti ukinut nakon dvanaest izdanja), Danskoj (ukinut nakon samo šest epizoda), Brazilu (doživio samo tri izdanja) i u bivšoj Jugoslaviji.
U Hrvatskoj je "Alan Ford" prvi puta objavljen 1970. godine - godinu dana nakon talijanske premijere. U Hrvatskoj je izlazio pod okriljem Vjesnika, a za odličan prijevod bio je zaslužan Nenad Brixy. Nenad Brixy zaslužan je također i za otkrivanje i postavljanje Alana Forda u nakladnički plan Vjesnika, tada obavljajući posao glavnoga i odgovornoga urednika odjela Vjesnikovih zabavnih sadržaja. Nakon što je prestao izlaziti pod okriljem Vjesnika Alan Ford nastavlja izdavati Korpus d.o.o. (Strijela '92/Borgis d.o.o.), a nakon Korpusa izdavaštvo preuzima Strip-Agent, koji danas ponovno izdaje sve stare epizode.
Zanimljivo je kako je Alan Ford postigao najveću slavu na području bivše Jugoslavije, što se tumači na različite načine.
U prosincu 2021. godine izdavačka kuća "Libellus" najavljuje da u 2022. godini kreću s objavljivanjem Alana Forda, c/b trobroj u formatu 17x24 cm, s izvornim Brixyjevim prijevodom.

## Mjesto radnje, glavni i sporedni likovi

### Grupa TNT
Grupu TNT osnovao je Broj 1, a njezini su stalni članovi (tajni agenti) Alan Ford, Bob Rock, Sir Oliver, Grunf, Šef i Jeremija. Grupa TNT pod vodstvom prapovijesnoga paraplegičara rješava brojne kriminalne zaplete i ulazi u raznorazne situacije. Tajni agenti, međutim, od toga nemaju neke velike financijske koristi, već su uglavnom gladni i poderani odrpanci. Sjedište Grupe TNT je cvjećarnica na Petoj Aveniji u New Yorku, koja im služi kao paravan. Cvjećarnica je redovito bez cvijeća, a ako netko i slučajno u nju zaluta, članovi Grupe TNT koji se tamo zateknu uobičajeno prodaju oronuli buket poljskoga cvijeća kojega su slučajno našli pod pultom. Dok većina članova veliki dio vremena provodi na zadatku na različitim stranama svijeta (od Afrike do Transilvanije), cvjećarnicu "budno" čuvaju Šef i Jeremija, koji na zadatke odlaze samo povremeno, kad se pojavi potreba za angažiranjem svih raspoloživih resursa. Iako prividno loše organizacije, članovi Grupe funkcioniraju kao savršeno uhodan tim, te situaciju uvijek završe na za njih povoljan način, služeći se kreativnim i krajnje neuobičajenim sredstvima. Pomoću svojih članova, Broj 1 ostvaruje znatne zarade, koju međutim zadrži u svojim rukama, dok svojim agentima podijeli uredno - svakome po jedan dolar. Iako potplaćeni i izgladnjeli, agenti pokazuju zavidnu vjernost skupini, svrsi i svome vođi.

#### Članovi Grupe TNT
- Broj 1, vođa i osnivač Grupe TNT je paralitični starac dugačke brade čije su godine i pravo ime nepoznati, ali se naslućuje kako je živ više od tisuću godina. Dok se o njemu ne zna gotovo ništa, on pak posjeduje zavidno znanje o povijesti, politici i ljudima: ima malu crnu knjižicu koja sadrži podatke o svim ljudima i njihovim sitnim i velikim grijesima. Kad se ne ispuni neki njegov zahtjev, redovito vadi svoju mističnu crnu knjižicu, nalazi podatke o osobi koja mu odbija zahtjev te bi ubrzo nakon toga svaka njegova želja bila sa strahom ispunjena. Broj 1 je iznimno škrt pa sve financijske uspjehe Grupe (koji su broje i u milijunima dolara) zadržava za sebe, dok svojim ljudima podijeli - po jedan dolar. Često zagnjavi članove Grupe nekom dugom i dosadnom povijesnom pričom, u kojima je on glavni "akter". Njegove su priče prepune poznatih povijesnih osoba, a samim se pričama pridaje potpuno drugačiji ton od onoga u povijesnim knjigama. U njegovoj inačici Odiseje, kad se s Odisejem vrati na Itaku, tamo pronađu naftne platforme, te saznaju kako je Odisejev sin otišao u Ameriku pregovarati s tadašnjim naftnim kompanijama. Ubrzo Odisej biva ubijen u uroti, a Broj 1 provodi 3 dana žalosti u krevetu s njegovom ženom. Trojanski rat u inačici Broja 1 nije počeo zato što je Menelaj želio vratiti Helenu koju mu je Paris oteo, nego zato što je Menelaj nije želio uzeti natrag, kad ju je Paris htio vratiti - jer Helena je bila prava pošast u trošenju kraljevskog blaga i svojom rastrošnošću upropaštavala cijela kraljevstva i kraljeve svodila na prosjački štap. Živi u tajnom skrovištu nedaleko cvjećarnice. Često je u pratnji Grunfa i nekog kućnog ljubimca, a najveće prijateljstvo ostvaruje s papigom Klodovikom. Prvi put pojavljuje se u epizodi: "Broj 1" (11).
- Alan Ford siromašni je plavokosi momak odrastao u sirotištu. Vrlo je naivan i dobrodušan pa ga se često iskorištava. Čista je suprotnost drugom poznatom tajnom agentu Jamesu Bondu. Kao crtač reklama bez posla i praznih džepova kreće u potragu za svojim prvim poslom. Na žalost (ili sreću), radi grešku i ispisuje krivu adresu te umjesto do sastanka sa svojom prvom mušterijom dolazi do cvjećarnice, sjedišta skupine tajnih agenata, Grupe TNT. Od tada počinje Alanova karijera tajnog agenta, ali istodobno to je i početak jednog od najneobičnijih stripova. Prvi put pojavljuje se u epizodi: "Grupa TNT" (1).
- Bob Rock (Robert Rock) član je Grupe TNT i najbolji prijatelj Alana Forda. Niskoga je rasta i velikoga kvrgavog nosa (autoportret Magnusa). Ima tri brata blizanca, Tima, Toma i Tumba, čije je tradicionalno prebivalište u zatvoru u Yumi, kojega samo povremeno napuštaju. I ostatak obitelji prati kriminalna sklonost: otac mu je poginuo u pljački banke, a majka pogubljena na električnoj stolici. Bob Rock je tako jedini član obitelji koji nije odabrao put kriminala, unatoč nevoljama i siromaštvu. Odan je prijatelj i dobar čovjek, iako to vješto sakriva ispod namrgođenog lica. Isprovociran nepravdama i patnjama siromašnih, gladnih i potlačenih (među koje spada i on) najčešće ga se može naći kako se glasno buni dok ostali šute, kako viče na sav glas na stvari koje drugi samo tiho primjećuju i kako ismijava one povlaštene. Unatoč nedaćama i eksplozivnom karakteru uvijek zadržava humor u pristupu životu. Karakterističnim sarkazmom, nestašlucima, buntom i provokacijama ismijava društveni poredak. Uvijek nosi škotski ogrtač i kapu. Prvi put pojavljuje se u epizodi: "Grupa TNT" (1).
- Sir Oliver (Sir Oliver Oliver odn. Sir Oliver iz loze Oliver) engleski je plemić koji je zbog nesuglasica s tamošnjim zakonom morao otputovati iz rodne zemlje. Njegova prirodna talentiranost za prijevare i krađe omogućuju mu bolji životni standard od drugih članova TNT-a, pa tako može "iskemijati" za sebe skupi godišnji odmor, nabaviti skupi automobil ili skupo odijelo ako okolnosti to zahtijevaju. Nema trajne imovine, već je nabavlja po potrebi. Uvijek nosi odijelo, cilindar i monokl čime zadržava privid plemstva što mu omogućuje brojne prijevare. Njemu se uvijek povjerava zadatak nabavljanja skupe opreme. Iako nikad ne ostavlja ostale članove na cjedilu, redovito nađe načina da na zadatku usput nešto i zaradi. Redovito se nalazi u situaciji da ga progoni policija, nakon čega ga se redovito može vidjeti u telefonskoj govornici i čuti njegova poznata rečenica: "Halo Bing, kako brat?". Prvi put pojavljuje se u epizodi: "Šuplji zub" (2).
- Grunf (Otto von Grunt), bivši je njemački pilot u Prvome i Drugome svjetskom ratu i izumitelj koji je u stanju za nevjerojatno malo novaca proizvesti najrazličitije izume. Ti izumi gotovo uvijek rade ali skoro nikada onako kako bi trebali. Jedan tipični primjer njegovih brojnih izuma je kanta za smeće prilagođena za katapult, koja predstavlja ispunjenje zahtjeva Broja Jedan u osiguranju prijevoza Alanu Fordu i Bobu Rocku do Kanade. Grunf zatim smješta Alana Forda i Boba Rocka u "prijevozno sredstvo" i pritom se zapita u kojem smjeru bi mogla biti Kanada, dok Alan Ford i Bob Rock s nevjericom očekuju početak još jednog zanimljivog putovanja. Grunf nosi staru pilotsku kapu i odijelo, te majice s najrazličitijim natpisima, kao što je to "Tko vrijedi leti, tko leti vrijedi, tko ne leti ne vrijedi", "Tko hoda, ne trči", "More je slano, zašećerimo ga"..., a koje su uvijek u skladu s danom tematikom. Prije dolaska u Grupu TNT bio je pomoćnik u prodavaonici voća i povrća. Prvi put pojavljuje se u epizodi: "Grupa TNT" (1).
- Debeli šef (Gervasius Twinkleminklensson, izvorno La Cariatide, pravim imenom Gervasius De Statuis), iako imenovan šefom, uglavnom ne radi ništa. Drugi svjetski rat proveo je kao zapisničar u protuobavještajnoj službi gdje je nosio nadimak "brza noga" (krasopis mu je išao od ruke, ali puno teksta - ne). Nakon svađe sa suprugom, u snu je izbačen na ulicu i ubrzo nakon toga postaje udovac i agent Grupe TNT. Većinu vremena provodi s Jeremijom, i to uglavnom spavajući u cvjećarnici. Zamorac Skviki njegov je ljubimac. Prvi put pojavljuje se u epizodi: "Grupa TNT" (1).
- Jeremija Lešina (izvorno Geremia Lettiga), bivši ulični prodavač limuna i beskoristan član Grupe TNT koji boluje od svih poznatih, ali i nekih nepoznatih bolesti, te neprestano kuka kako će umrijeti. Ostatak vremena provodi spavajući. Prvi put pojavljuje se u epizodi: "Grupa TNT" (1).
- Nosonja (izvorno Cirano), pas rase talijanski pointer koji se prvi put pojavljuje u epizodi "Pas za milijun dolara" (18), gdje otpočetka, što slučajem, što sudbinom, bira Bob Rocka za svog "gazdu". Vrlo je inteligentan, iako mu hrana lako odvuče pozornost.
- Skviki, zamorac kojega je pronašao Šef te mu je napravio dom u šalu kojeg uvijek nosi oko vrata. Iako Šef rijetko kada dolazi do hrane, za Skvikija uvijek pronađe list salate. Skviki se nikad ne odvaja od Šefa. Prvi put pojavio se u epizodi "Čuvaj se bombe" (21).
- Klodovik (izvorno Clodoveo), papiga koju je Broj Jedan dobio od svoga djeda. Često ga se može vidjeti u tajnom skrovištu Broja Jedan gdje mu pravi društvo i kuha čaj od kamilice. Iako mu je Broj Jedan najveći prijatelj, njih dvojica se često svađaju. Vrlo je inteligentan, obožavatelj je krvavih bifteka, a govori osamnaest jezika i sedamdeset sedam dijalekata. Često spašava ostale članove grupe. Prvi put pojavio se u epizodi: "Crne planine Južne Dakote" (100).
- Xerex, konstantno "nacugana" zmija koju je Broj Jedan dobio od svog prijatelja Tobije Quantrilla. Vjerni je obožavatelj porta. Prvi put pojavio se u epizodi "Broadway" (99).
- Prudy, bljedunjavi mačak kojega je Broj Jedan dobio na poklon od svoje sestre Calamity. Prvi put pojavio se u epizodi "Prudy, Prudy" (217).
- Minuette Macon, lijepa Francuskinja, od 2005. godine Alanova je desna ruka i trenutačna ljubav. Prvi put se javlja u epizodi "Vodite ljubav sa..." (398) kada se fiktivno vjenčava s Alanom, a u epizodi "Upravo vjenčani" (500) i službeno. U mladosti u Francuskoj imala je kriminalnu prošlost, ali u Americi dobro surađuje s FBI. Ima moći vještice da magijom stvara predmete i začara ljude. Od epizode "Novi dan" (429) grupa se sastoji od Alana, Minuette i Klodovika, pod imenom "Detektivska agencija T.N.T povoljne cijene". Stari članovi Grupe TNT, za koje se mislilo da su se utopili u rijeci, kasnije se vrate ali rade negdje drugdje.
- Pelicijus, lijeni pelikan u posjedu Broja 1. Koristi ga za prijenos na velike razdaljine. On je noćna mora svih zooloških vrtova, zbog čega besplatno ostaje u vrtu, uz starčevo obećanje da je to zadnji put. Obožava ribu.
- Andy Sullivan, Cvjetko Smith, Johnny Dugi i Agent Fantom su bili rani članovi Grupe TNT. Poginuli su u epizodi "Grupa TNT" (1), a o njihovoj prošlosti je opisano u epizodi "TNT: Rođenje" (382)

### Sporedni likovi
Sporedni likovi čine važnu stavku u stripu i oni se uvijek iznova pojavljuju:
- Susjed, stari umirovljenik koji stalno sluša radio i stalno je u svađi s članovima Grupe TNT jer u životu nema pametnijega posla.
- Inspektor Brok, policijski je inspektor skromnih sposobnosti koji često traži pomoć od Broja 1.
- Gradski vijećnici, zvani i Svinjske njuške i Tri prasca (postoji mogućnost povezanosti s Orwellovim romanom Životinjska farma) pokvareni su vijećnici koji gledaju samo svoje interese.
- General James[9] War (engl. rat), povjerava Broju 1 zadatke od nacionalne sigurnosti koji su naravno uvijek dobro plaćeni, većinom zahvaljujući izvanrednoj sposobnosti Broja 1 pri pregovaranju za plaću.
- Sigmund Listić, uvijek "nacvrcani" poštar koji nosi pisma s godinama zakašnjenja.
- Pizistrat Nelson, poštar koji stalno "žica" napojnice, čime zapada u nemilost članova Grupe, posebno Boba Rocka.
- Brenda, djevojka iz sirotišta u koju je nesretno (kao i uvijek) zaljubljen Alan Ford.
- Bert, glavni pomoćnik generala Wara u Ministarstvu za Istraživanje ruda i gubljenje vremena.
- Bing, lik s kojim Sir Oliver često telefonski dogovara preprodaju ukradene robe.
- Alonisius Alonisiis, lovac na vampire i stari poznanik Broja Jedan.
- Tobia Quantrill, stari prijatelj Broja Jedan. Vlasnik staroga i jadnoga kazališta.
- Hipnos, siromašni je učitelj klavira koji stanuje kat iznad sjedišta Grupe TNT. Pojavio se kao negativac kad se sam hipnotizirao gledajući u metronom i slušajući "Za Elizu".
- Samoubojica koji se uvijek pokušava ubiti tvrdeći kako je nesposoban za sve, a kada ne uspije kaže da je tako nesposoban da se ne može ni ubiti.
- Pochita, djevojka koja je ilegalno došla u Ameriku iz Brazila.
- Pochito, Pochitin brat.
- Vlasnica pizzerije, udat će se za Jeremiju ili Šefa, jedan od njih će naslijediti pizzeriju.
- Poručnik Roland, poručnik koji surađuje s Minuette. Obično vozi Minuette kada ona ima zadatak.
- Tim, Tom i Tumb, braća blizanci Boba Rocka. Nekad kriminalci sada su na dobroj strani zakona.
- Lamp, izumitelj koji je bio član podružnice Grupe TNT u LA.
- Shirley, djevojka sa svojim gusarima koja se pojavila u nastavku "Krstarenje u paru" u kojoj su Alan i Bob dio posluge.
- profesor X-Kappa i pomoćnik, X-Kappa je zbunjeni profesor koji se sa svojim pomoćnikom pokušava obogatiti pomoću svojega znanja i izuma. Ponekad surađuju s Grupom TNT a ponekad su im protivnici. Jedan od profesorovih izuma je Anten-Man.
- Srčana, sestra Broja 1 s kojim je uvijek u svađi.
- Berto i Berta, stari bračni par koji je u novim epizodama primio Superhika k sebi.
- Dr. Broccoli, stari liječnik koji liječi neke članove Grupe TNT, pogotovo Broja 1.
- Komesar Spillone, iskusni, ali i zbunjeni francuski inspektor.
- Ulricius Hope, mađioničar koji je doveo bandu duhova u New York. Njegove magične riječi često znaju biti imena crtača stripa.
- Divna Mačkolović, operna pjevačica koja pokušava zavesti Alana.

### Negativci
- Superhik, najveći neprijatelj Grupe TNT. On krade od siromašnih i nemoćnih kako bi dao bogatima; usporedba s Robin Hoodom je neizbježna. Po danu je čistač i zbog toga ne voli siromašne ljude jer oni bacaju smeće posvuda. Doživio je nesreću u kojoj se zamalo utopio u tisućama litara alkohola iz neke tvornice. Tada je dobio veliku moć i u stanju je svakoga savladati svojim alkoholnim zadahom.
- Beppa Joseph/Morgana, ženski lik (životna ljubav Superhika) i svojevrsni neprijatelj Grupe TNT. Krasi ju impozantna veličina, bradavica na nosu i trodnevna brada. Nakon što je ostavljena na jednom otoku, vudu magijom je pretvorena u prelijepu Morganu, za kojom se muškarci ubijaju.
- Gumiflex, bitno opasniji, uporniji i učinkovitiji neprijatelj Grupe TNT. Tajanstvena osoba gumenoga lica, koja nevjerojatnom lakoćom mijenja izgled i identitet. Prvi put pojavio se u epizodi "Gumiflex" (110.)
- Profesor Kreutzer, bivši nacistički znanstvenik. Obožava sendviče i pivo.
- Arsen Lupiga, manje džentlmen, više lopov. Arsenom truje bogate dame kako bi im potom ukrao skupocjeni nakit kojega nose.
- Konspirator, čovjek s maskom i veliki neprijatelj Grupe TNT, koji im se pokušava osvetiti jer su ga spriječili u krađi vrijednih stvari ubijene udovice Norton (br. 38). Konspirator umire nakon što u bijegu dođe u zagađeno područje (br. 65). U život se vraća u epizodi "Nevjerojatan povratak" (164), kada je područje na kojem je umro prestalo biti zagađeno.
- Margot, superšpijunka inspirirana likom Modesty Blaise, najdugovječniji neprijatelj Grupe TNT, susreću se s njom od prvih brojeva. Radi za onoga tko više plaća. Uspješno zavodi sve članove Grupe.
- Hillarus Tromb, debeli čovječuljak koji želi uništiti planetu Zemlju. Sa sobom nosi globuse koje raznosi eksplozivima kako bi zadovoljio želju za uništavanjem. Nakon (kako se mislilo) Konspiratorove smrti postavlja se na čelo Trija Fantastikus.
- George Duls, multimilijarder koji je ludo zaljubljen u čistačicu Miss Boa, koja voli kršitelje zakona i zbog toga se u 36. broju pojavio u ulozi negativca kad je postao Centurion.
- Maharadža Blic, nesretni činovnik koji je odlučio opljačkati banku u kojoj je radio. Kako bi preuzeo zasluge za počinjenu krađu, šalje u novine svoju sliku sa svojim električnim slonom, nazvavši se Maharadža Blicem. Njegovo pojavljivanje u novinama nemalo zbuni Broja 1 jer nije mogao pronaći nikakav zapis o njemu u svojoj crnoj knjižici.
- Grbavac - zli tajanstveni čovjek s grbom, kriminalnim sklonostima i strašću prema piranjama.
- Trio Fantastikus, neobična skupina pljačkaša koju čine Konspirator, Dr. Alsar i Stampel. Nakon Konspiratorove smrti vođa skupine postaje Tromb.
- Baby Kate, šefica bande duhova, gangstera iz 30-tih godina 20. stoljeća. Nesretno zaljubljena u Alana Forda.
- Veliki Cezar, nekad desna ruka Broja 1 i voditelj poslovnice u LA, pojavljuje se u ulozi negativca kad izdaje Broja 1 čime na sebe navlači bijes, vječnu mržnju i progon od Grupe TNT. Često se pojavljuje u kombinaciji s nekim od negativaca, u ulozi savjetnika. Njegovo najjače oružje je dugogodišnja suradnja s Grupom TNT koja mu omogućuje dobro poznavanje metoda rada Grupe i predviđanje svakog njihovog koraka unaprijed, što ga čini neuhvatljivim. Okružen je gorilom Theodorom, panterom Betty i psom Teddyjem. Za njega rade Bobova braća Tim, Tom i Tumb, te izumitelj Lamp.
- Barun Vurdalak, vođa skupine vampira iz Transilvanije. U poslove Grupe upliće se slučajno, napadajući ih zbog želje za pijenjem ljudske krvi.
- Melisa, pseudonim koji koristi pčelar Joe Pullover. Isfrustriran širenjem grada i teškim životom na selu, kreće u pljačke služeći se dresiranim pčelama, a kasnije se bavi ucjenama koristeći komarce.
- Mangia, tajno društvo koje nastoji kontrolirati svijet. Vođe skupine su Kinez, Francuz, Rus, Amerikanac i Englez, koji zatim prenose na svoje potomke članstvo u društvu. Grupa TNT ih eliminira jednog po jednog.
- Kronos, digitalna kopija koju je proizveo Lampov brat blizanac. Cilj mu je zamijeniti Zemljinu populaciju digitalnim kopijama ljudi.
- Katodik, popravljač televizora koji slučajno otkriva petu dimenziju te se njome koristi kako bi iz uključenih TV aparata pljačkao.
- Malajac, savjetnik, kriminalac i trgovac robljem, nijem svim danima osim četvrtkom. Bliski suradnik Margot u kasnijim epizodama.
- Ljeponoga Betty, kriminalka koja zavođenjem muškaraca krade njihove imetke. Njena baka je osvojila srce Broja 1, pa je zato i upletena s poslovima Grupe TNT.
- Supersirko, kriminalac kojemu je droga upala u juhu i dala mu moć letenja. Čuvao je otok koji je bio bombardiran bombama koje su mu izmijenile gene te mu dale nadnaravnu snagu. Kada rekne Na vrh brda vrba mrda pretvara se nabildanu verziju Supersirka.
- Anten-man/Vipera, parodija na Silvija Berlusconija, kriminalac koji može uz pomoć TV antena prijeći bilo gdje.
- Novi Anten-man, radnik Telezmije koji je u Viperinom (pravi Anten-man) uredu pronašao kostime Anten-mana. Želi se osvetiti Viperi.
- Diamond Fitzgerald, multimilijunaš koji nekad traži pomoć od Alana i Minuette, ali je uglavnom u sukobu s njima.
- Witchcraft, vještica, konkurencija Minuette
- Profesor Krupp, bivši nacistički znanstvenik koji s profesorom Kreutzerom želi osnovati Četvrto Carstvo.
- 12 umjetnika, kriminalci violinisti. Na čelu njihove bande je dirigent.

## Cenzura stripa
Za razdoblja SFRJ u Alanu Fordu prepravljani su pojedini kadrovi, vršene intervencije na crtežu, korekcije u tekstu, ili se pak izbacivalo cijele stranice ili sličice.
1. U trećem broju u svima osim u prvome izdanju cenzurirano je nacističko znakovlje na Kreutzerovoj uniformi i to na stranicama 102–105.
2. Ni sve epizode prvoga izdanja nisu prošle bez cenzure. U epizodi "Traži se Alex Barry", na stranici 29, u Grunfovoj izbi prectana je slika na zidu u svim izdanjima. U izvorniku je to slika Hitlera ispod koje je zapaljena svijeća s vjenčićem i piše: "Allo zio Adolfo" (Stricu Adolfu), a u hrvatskoj verziji je umjesto toga nacrtana raketa i to prilično loše, kao i cigle što su docrtane kako bi se izbrisala svijeća i vjenčić.
3. Tekst u epizodi "(Ne) Glasajte za Notaxa" cenzuriran je od drugoga izdanja nadalje, kao i jedna sličica u kojoj Notaxov protivnik diže desnu ruku u zrak uzvikujući "Heil!". U drugom izdanju njegova podignuta ruka precrtana je i izgleda kao da je spuštena uz tijelo, a izmijenjen je i tekst.
4. U epizodi "Trojica iz Yume" nedostaje jedna stranica u svim izdanjima osim u prvome. Na toj stranci bolničari ludnice koji kupe Laffayeta i ekipu s plaže, prije polaska stavljaju SS kape i pozdravljaju Treći Reich. Izmjene su nastale u drugom izdanju.
5. Kod epizode "Ponovo Baby Kate" zapravo se i ne radi o pravoj cenzuri ali malo je poznato kako je ovaj strip zapravo objavljen u pravo vrijeme i u cijelosti međutim ne i u redovitoj seriji.
6. U epizodi "Opasnost iz svemira" obrisan je kukasti križ na zastavi koju nacistički znanstvenici postavljaju na Mjesec.
7. Epizoda "Kriminal & comp." u Vjesnikovom izdanju ovoga stripa skraćena je za čak pet stranica.
8. U Vjesnikovom izdanju epizode "Hik, hik, hura!" na stranici 21 izbrisani su kukasti križevi na zidu kao i grafiti "Porci!" i "W I Nasizt!" a ironični grafit "Forza AIDS" (Naprijed AIDS) preveden je kao "Dolje AIDS". U Borgisovom izdanju nema cenzure, a grafiti su prevedeni kao "Naprijed AIDS", "Svinje" i "Živjeli nacisti".
9. U epizodi "Perestrojka" izbačena je jedna stranica odnosno 2 pasice (sličice) koje bi se trebale nalaziti na stranici 15., Vjesnikovoga izdanja, između prve i druge pasice. Na tim izbačenim pasicama čovjek Staljinovu sliku koja se nalazi na zidu okreće i zamjenjuje Gorbačovljevom.
10. Epizode s intenzivnim prikazom blokovske podjele svijeta ili neonacizma "Formule" (10), "Hladni pol" (86), "Otok Mračnjaka" (125) i "Olimpijski plamen" (180) su ostale neobjavljene ili su objavljene naknadno.

Zbog tadašnje cenzure u Vjesnikovoj seriji u redovitim izdanjima nisu objavljene epizode: br. 10 "Formule", br. 38 "Godišnji odmor", br. 39 "Dobra stara vremena" i br. 40 "Ekologija", a objavljene su u tzv. trobrojima krajem 1980-ih godina.

## Zanimljivosti
- Zagrebačko kazalište mladih, 18. svibnja 2013. godine, premijerno je postavilo predstavu Alan Ford u režiji Darija Harjačeka.[11]
- U Varaždinskim Toplicama ima Park Alana Forda. To je prvi park posvećen likovima stripa (devete umjetnosti) u Hrvatskoj.[12]

## Vanjske poveznice
- (tal.) Službena stranica
- (tal.) Munix  Arhivirana inačica izvorne stranice od 18. studenoga 2010. (Wayback Machine)

|  | Wikicitati imaju zbirke citata o temi Alan Ford |